# Tajland
Tajland ili Taj, rjeđe Tajska, službeno Kraljevina Tajland (staro ime ove države je bilo Sijam) je država u jugoistočnoj Aziji. Na jugu izlazi na Tajlandski zaljev, dio Južnog kineskog mora. Graniči na zapadu s Mjanmarom, na sjeveru i istoku s Laosom, na istoku s Kambodžom i na jugu s Malezijom.

## Zemljopis
Planine zauzimaju sjeverni i zapadni dio zemlje (najviši vrh je Inthanon, 2.565 m). Na sjeveroistoku se nalazi brežuljkasta uzvisina Khorat koju rijeka Mekong dijeli od Laosa. Središnji dio zemlje zauzima široka dolina rijeke Chao Phraya. Dolina je jezgra tajlandske države; ovdje živi većina stanovništva. Tajlandu pripada i sjeverni dio Malajskog poluotoka.

## Povijest
Prvo domaće kraljevstvo bilo je kraljevstvo Sukhothai (tajlandski: สุโขทัย, RTGS: Sukhothai, IAST: Sukhodaya, izgovara se [sù.kʰǒː.tʰāj]) koje je bilo postklasično tajlandsko kraljevstvo (mandala) u kontinentalnoj jugoistočnoj Aziji koja je okruživala drevni glavni grad Sukhothai u današnjem sjeverno-središnjem Tajlandu. Kraljevstvo je utemeljio Si Inthrathit 1238. i postojalo je kao neovisna država sve do 1438. kada je,  nakon smrti posljednjeg sukhothaiskog kralja Borommapana (Maha Thammaracha IV.),
 palo pod utjecaj susjednog kraljevstva Ayutthaye, a nakon poraza od burmanskih snaga tajlandsku državu je 1769. ponovo ujedinio kralj Taksin. Njegov general Chakkri preuzeo je prijestolje 1782. i pod imenom Rama I. osnovao dinastija Chakkri iz koje potječe i današnji kralj Maha Vajiralongkorn.

## Promjena imena
U doba kolonijalnih osvajanja europskih sila u 19. stoljeću Sijam (Tajland) je uspio očuvati neovisnost, iako se obično smatrao dijelom britanske interesne sfere. Nakon državnog udara 1932. postao je ustavna monarhija, a na vlasti su se uglavnom smjenjivale vojne vlade.
 
Država Sijam preimenovana je 24. lipnja 1939. godine u Tajland odlukom tadašnjeg diktatora Plaeka Phibunsongkhrama. U doba drugog svjetskog rata surađivao je s Japanom, ali nakon rata nije okupiran zbog podrške SAD-a koje su trebale pouzdanog antikomunističkog saveznika u jugoistočnoj Aziji. Politički stabilna civilna vlada formirana je 1992.

## Stanovništvo
Većinu stanovništva čine etnički Thai (Tajci) čiji je jezik član tajske jezične skupine (srodan laoskome) i koji su uglavnom budisti. Osim njih, u zemlji živi i velik broj Laošana koncentriranih u sjeveroistočnom dijelu zemlje. Brojna kineska zajednica ima velik utjecaj u gospodarskom životu zemlje. Na sjeveru žive planinski narodi, među kojima se ističu Hmong i Karen.

## Gospodarstvo
U posljednja dva desetljeća tajlandsko gospodarstvo je zabilježilo jednu od najvećih stopa rasta na svijetu, s prekidom u doba azijske financijske krize 1997. – 1998. Izvoz industrijskih proizvoda, osobito elektronike, odjeće i obuće, vozila, namještaja, hrane, plastike i igračaka čini oko 60% BDP-a. Sve je važniji i turizam. BDP je u 2004. bio 8.100 USD po stanovniku, mjereno po PPP-u.

## Vanjske poveznice
- Tajland Hrvatska enciklopedija
- The World Factbook - Thailand CIA.gov
- Royal Thai Government stranice tajlandske vlade (engleski)
- Tourism Authority of Thailand stranice tajlandske turističke zajednice (engleski)

Sestrinski projekti
|  | Zajednički poslužitelj ima stranicu o temi Tajland    |
|  | Zajednički poslužitelj ima još gradiva o temi Tajland |
|  | Wječnik ima rječničku natuknicu Tajland               |